# Anandi Gopal Joshi
Anandibai Gopalrao Joshi (marathi: आनंदाई गोपााव जोशी), född 31 mars 1865 i Kalyan, Bombay, Brittiska Indien, död 26 februari 1887 i Bombay, var en av de första indiska kvinnliga läkarna. Hon var den första kvinnan av indiskt ursprung som studerade och avlade examen i medicin i USA.

## Biografi
Anandibai föddes som Yamuna i Thanedistriktet i dagens Maharashtra i en ortodox hinduisk familj. Familjen var hyresvärdar i Kalyan men förlorade sitt ekonomiska välstånd. Som brukligt vid den tiden beslutade hennes familj att gifta bort Yamuna vid nio års ålder med Gopalrao Joshi, en änkling nästan tjugo år äldre än henne. Efter giftermålet döpte hennes make om henne till Anandi.
Gopalrao arbetade som posttjänsteman i Kalyan men omplacerades senare till Alibag och slutligen till Calcutta (idag: Kolkata). Han tänkte progressivt och stödde utbildning för kvinnor, vilket inte var vanligt i Indien vid den tiden. Det var vanligt att brahminerna på den tiden hade goda kunskaper i sanskrit, men påverkad av Lokhitawadis Shat Patre, ansåg Gopalrao det mer praktiskt att Anandibai hellre lärde sig engelska än sanskrit. När han märkte Anandibais intresse, hjälpte han henne att få en utbildning i engelska.

### Mot en medicinsk karriär

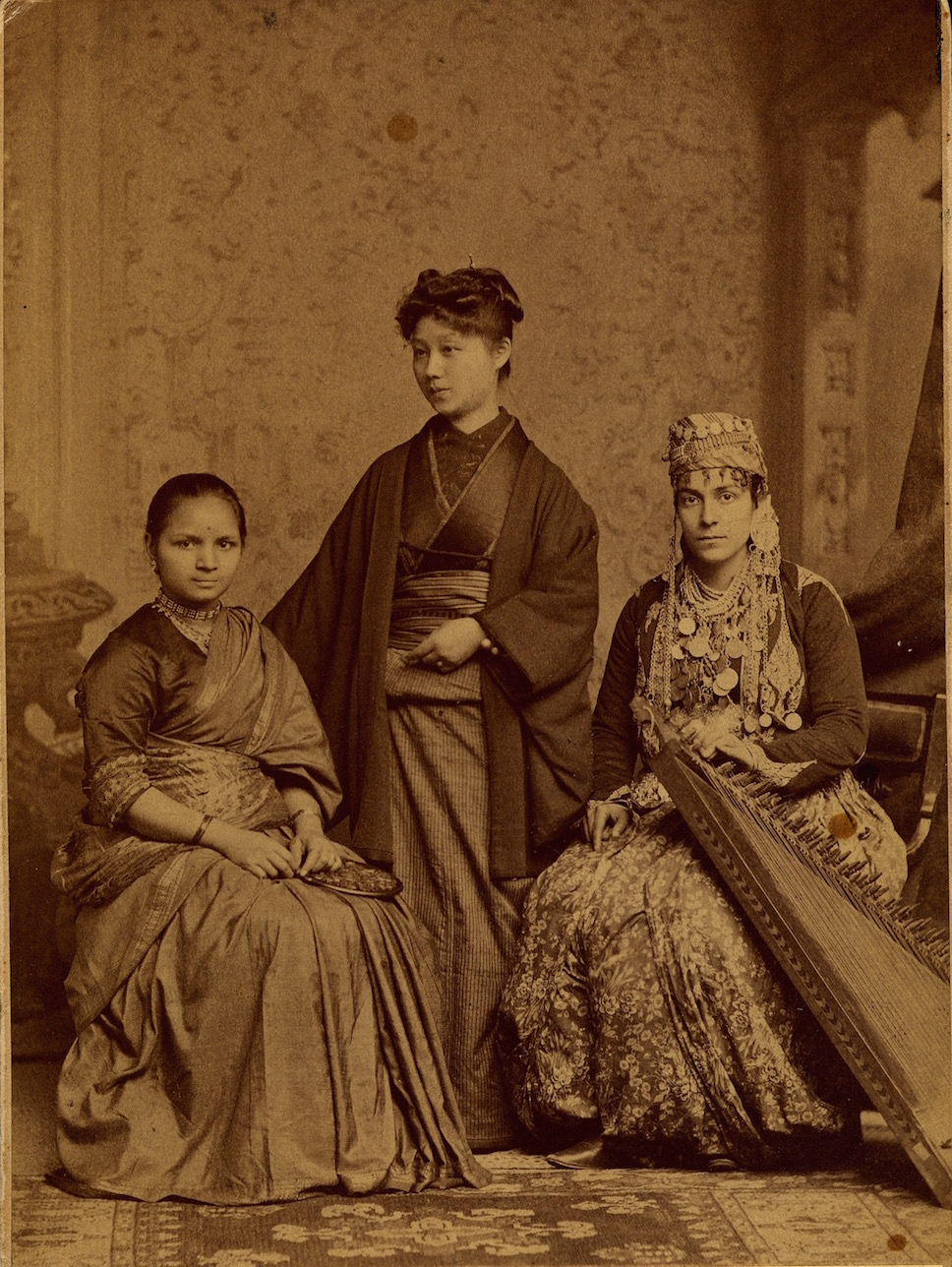
Anandibai Joshe vid examen från Wome’s Medical College of Pennsylvania (WMC) 1886 med Kei Okami (mitten) och Tabat Islambooly (höger). Alla tre avslutade sina medicinska studier och var och en av dem var den första kvinnan från sina respektive länder till att få en examen i västerländsk medicin.

Gopalrao uppmuntrade sedan Anandibai att studera medicin. År 1880 skickade han ett brev till Royal Wilder, en känd amerikansk missionär, och berättade om Anandibais intresse att studera medicin i USA. Wilder erbjöd sig att hjälpa till om paret samtidigt konverterade till kristendomen, men detta var dock inte godtagbart för paret Joshi.
Under parets tid i Calcutta försämrades Anandibais hälsa och hon led av svaghet, konstant huvudvärk, tillfällig feber, och ibland andfåddhet. Hon fick mediciner från USA, utan resultat. År 1883 flyttades Gopalrao till Serampore, och han bestämde sig då för att skicka Anandibai själv till Amerika för medicinska studier trots hennes dåliga hälsa. Även om han var orolig var Gopalrao övertygad om att hon skulle vara en god förebild för andra kvinnor till att genomgå högre utbildning.
På rekommendation av en läkare började hon studera vid Women’s Medical College of Pennsylvania. Hennes beslut om högre studier i västvärlden kritiserades dock starkt av det ortodoxa hinduiska samhället. Även om många kristna stödde hennes planer ville hon inte konvertera till kristendom. Efter en försäkran om detta fick hon de ekonomiska bidrag som krävdes för att kunna genomföra utbildningen.
I New York i juni 1883, skrevs Anandibai in, av Rachel Bodley, dekanus vid högskolan, vid Women’s Medical College of Pennsylvania och blev antagen till deras medicinska program, (som var det andra kvinnoläkarprogrammet i världen). Hon började sin medicinska utbildning vid 19 års ålder, men hennes sviktande hälsa försämrades på grund av det kalla vädret och obekant kost, och hon fick till sist diagnosen tuberkulos. Ändå tog hon läkarexamen den 11 mars 1886 på en avhandling om Obstetrics among the Aryan Hindoos. Till hennes examen skickade drottning Victoria ett gratulationstelegram.
I slutet av 1886 återvände Anandibai till Indien och togs emot som en hjälte. Furstestaten Kolhapur utsåg henne till läkare med ansvar för den kvinnliga avdelningen på det lokala Albert Edward Sjukhuset. Hennes sviktande hälsa gjorde dock att hon dog i februari 1887 och hennes död sörjdes i hela Indien.

## Eftermäle
The Institute for Research and Documentation in Social Sciences (IRDS), en icke-statlig organisation i Lucknow, har tilldelat Anandibai Joshi ett hederspris i medicin för hennes tidiga bidrag till avancerad medicinsk vetenskap i Indien. Dessutom har regeringen i Maharashtra utlyst ett stipendium i hennes namn för unga kvinnor som arbetar med kvinnors hälsa.
Nedslagskratern Joshee på planeten Venus är uppkallad efter henne.